# Jack Biddle (político)
Jack Biddle III (Birmingham, 7 de febrero de 1930-Gardendale, 18 de febrero de 2024) fue un político estadounidense que sirvió en la Legislatura de Alabama durante 32 años, en la Cámara de Representantes de Alabama de 1974 a 1994 y en el Senado de Alabama de 1994 a 2006. Biddle fue la primera y única persona elegida para la legislatura del estado de Alabama como representante demócrata, republicano e independiente en diferentes momentos de su mandato.

## Primeros años de vida
Jack Biddle III nació el 7 de febrero de 1930 en Birmingham, Alabama. Después de graduarse con una licenciatura en Howard College, Biddle trabajó como corredor de bienes raíces, así como asistente del director ejecutivo de Drummond Company, una corporación de minería de carbón. Biddle, veterano del ejército de los Estados Unidos, sirvió en el Cuerpo de Contrainteligencia.

## Carrera política

### Cámara de Representantes de Alabama (1974-1994)
Biddle se postuló por primera vez para la Cámara de Representantes de Alabama en 1970, en la que buscó el puesto 8 para el distrito 14, pero perdió las primarias demócratas ante el representante en ejercicio Raymond Weeks. En 1974, Biddle se postuló para las elecciones para el distrito 35, que incluía el condado de Jefferson, con la nominación del Partido Demócrata. Biddle derrotó a la candidata republicana Mary P. Douglas, con más del 86% de los votos.
Biddle comenzó en la Legislatura de Alabama como un demócrata conservador. En 1975, copatrocinó un proyecto de ley que ordenaba la pena de muerte en casos de asesinato en primer grado. Posteriormente fue promulgada como ley por el gobernador George Wallace. De 1978 a 1982, formó parte del equipo de liderazgo del presidente de la Cámara, Joe McCorquodale, y fue presidente del Comité de Reglas de la Cámara.
En 1980, Biddle fue uno de los tres legisladores estatales acusados por un gran jurado en Birmingham, Alabama, de tráfico de influencias, en relación con su papel en la Drummond Company y la industria del carbón. A raíz de la acusación, Biddle renunció como presidente del Comité de Reglas de la Cámara, pero no renunció a la legislatura. Su colega representante Earl Cheatwood pidió una investigación sobre las irregularidades cometidas por miembros de la Cámara de Representantes. Sin embargo, los cargos contra Biddle y los demás legisladores fueron retirados cuando el juez de distrito estadounidense Frank Hampton McFadden desestimó el caso en julio de 1980. El abogado de Biddle publicó un comunicado expresando su agradecimiento.
En 1981, Biddle jugó un papel decisivo en la aprobación de una ley que eliminó un impuesto sobre los medicamentos recetados en Alabama. Biddle fue reelegido en 1982, derrotando al candidato republicano Ken Trucks con el 59% de los votos. Posteriormente, Biddle fue nombrado presidente del Comité de Salud de la Cámara bajo la presidencia de la Cámara, Tom Drake. En 1983, se convocó una elección legislativa especial en Alabama y Biddle fue redistribuido al distrito 43 bajo un nuevo mapa. Sin embargo, el comité ejecutivo del Partido Demócrata de Alabama rechazó a Biddle como su candidato para las elecciones y eligió en su lugar al ex representante estatal Earl Cheatwood. Según el columnista e historiador Steve Flowers, a Biddle se le negó la nominación debido a sus políticas conservadoras, ya que un ala liberal del Partido Demócrata controlaba el comité en ese momento. Biddle calificó como candidato independiente para competir contra Cheatwood y el candidato republicano Ken Trucks. Biddle ganó en una reñida carrera a tres bandas, con el 36,4% de los votos frente al 35,6% de Cheatwood y el 27,9% de Trucks.
Habiendo servido como independiente en el nuevo distrito desde su reelección en 1983, Biddle hizo oficialmente un cambio de partido al Partido Republicano en agosto de 1985. En ese momento, él era el único representante restante que no estaba afiliado. Marty Connors, director del Partido Republicano estatal, lo calificó como «el acontecimiento político más importante para el Partido Republicano de Alabama desde las elecciones de 1984». Biddle se unió al Partido Republicano y luego fue reelegido como republicano lo convirtió en la primera y única persona elegida para la Legislatura de Alabama como representante demócrata, republicano e independiente en diferentes momentos de su mandato.

### Senado de Alabama (1994-2006)
En 1994, Biddle decidió postularse para el distrito 17 del Senado de Alabama. La redistribución de distritos ese año hizo que el escaño fuera más favorable para los republicanos, y el titular, Mac Parsons, se retiró para postularse para comisionado de agricultura. Biddle se enfrentó al futuro representante estatal Scott Beason, también residente de Gardendale, en las primarias republicanas. Biddle ganó y no tuvo oposición en las elecciones generales de noviembre. Ese mismo año, Biddle respaldó a Fob James en su candidatura a gobernador como republicano, que James ganó en las elecciones para gobernador.
Biddle fue nombrado miembro del Comité de Reglas del Senado en 1995, durante una época en la que los demócratas controlaban el Senado de Alabama. Más tarde renunció a su puesto en el comité en 2003, a pesar de su poderosa posición, diciendo que estaba «demasiado sobrecargado» con otras seis asignaciones en el comité.
En 2001, una sección de la Ruta 31 de los EE. UU. cerca de Gardendale, la ciudad natal de Biddle, recibió el nombre de Autopista Jack Biddle en honor a Biddle. Durante su carrera, Biddle se destacó por su trabajo en defensa de la salud mental; fue miembro del consejo asesor de psiquiatría de la Universidad de Alabama en Birmingham y trabajó con la Alianza Nacional sobre Enfermedades Mentales. Durante su mandato en el Senado estatal, Biddle fue «el senador más citado por sus compañeros senadores», y se destacó por sus «biddle-ismos», según su colega Steve French.
Durante el ciclo electoral de 2006, Biddle enfrentó una revancha contra Scott Beason en las primarias republicanas. Steve Flowers escribió que aunque Biddle era una presencia respetada en la legislatura por su pragmatismo, la edad también fue un problema en las primarias, ya que Biddle tenía 76 años y Beason 36. Las elecciones primarias provocaron el intercambio de anuncios de ataque entre Biddle y Beason, pero Beason finalmente triunfó, derrocando a Biddle para la nominación republicana. Beason sucedió a Biddle como senador estatal ese noviembre. Biddle dijo más tarde de Beason que «no tengo nada malo que decir sobre Scott, creo que está haciendo un buen trabajo. Le deseo todo el éxito del mundo».

## Vida personal
Biddle, residente desde hace mucho tiempo de Gardendale, Alabama, estaba casado con Nena Berry, quien murió en 2022. Los Biddle tuvieron dos hijos y asistieron a la Iglesia Metodista Mount Vernon, donde Biddle estaba en la junta oficial de la iglesia.
Biddle murió en Gardendale el 18 de febrero de 2024, a la edad de 94 años.